# Carl Magnus Jägerhorn
Carl Magnus Jägerhorn af Spurila (né le 21 mai 1730 – mort le 28 avril 1782 à Oulu) est un lieutenant-colonel suédois vivant en Finlande pendant la période de domination suédoise (fi).

## Biographie
Le 20 juin 1775, Jägerhorn est nommé premier gouverneur de la Province d'Oulu, lors de la création de la province.
Il participe aux batailles de Fehrbellin en 1758 et de Steinhagen en 1759 durant la guerre de Poméranie.
En 1770, il est nommé chevalier de l'Ordre de l'Épée.
Il est l'oncle de Carl Olof Cronstedt.